# Икбал (стадион)
Икбал (англ. Iqbal Stadium) — крикетный стадион в пакистанском городе Фейсалабад.

## История
В разные годы стадион назывался: Лайяллпурским (по названию города в котором расположен), Национальным стадионом, а также Городским стадионом. Затем был переименован в честь пакистанского поэта Мухаммада Икбала. Вместимость — 25000 человек. 16 октября 1978 года состоялся первый матч на стадионе, сборная Пакистана принимала сборную Индии. В 1998 году крикетный матч сборной Пакистана против национальной сборной Зимбабве был отменён по причине сильного тумана. Стадион Икбал располагается на расстоянии всего двух километров от центра города.